# Ai Takahashi
Ai Takahashi (jap. 高橋愛 Takahashi Ai; ur. 14 września 1986 r. w prefekturze Fukui) – japońska piosenkarka pop występująca w zespole Morning Musume, High-King, Elegies, a także Mini Moni.
Ai Takahashi dołączyła do Morning Musume w 2001 z grupą piątej generacji razem z Makoto Ogawa, Asami Konno i Risa Niigaki. W Morning Musume zadebiutowała w singlu "Mr. Moonlight ~Ai no Big Band~" a jej pierwszym albumem z zespołem był czwarty album zatytułowany 4th Ikimasshoi!.
Ai Takahashi odeszła w 2011, po dziesięciu latach pracy w zespole.

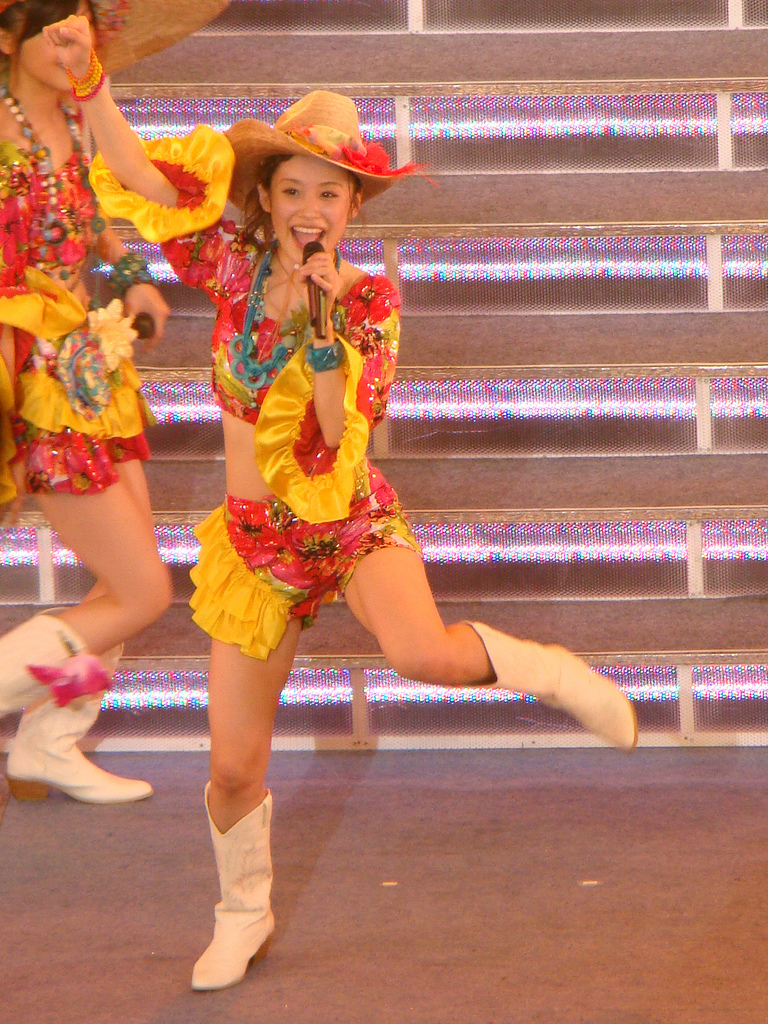
Ai Takahashi podczas występu w Tokio